# Räpe Blossoms
Räpe Blossoms is een Belgische postpunkband uit Gent rond zanger David Defrenne en verder met leden van Penguins Know Why en The Germans in de rangen.
De band speelde onder meer in de Ancienne Belgique, Trix en Effenaar.

## Discografie
- 2011 Starving Vultures At 7-Eleven (Vlas Vegas)
- 2014 Ruinenlust (Labelman)